# Котов Владислав Валерійович
Владисла́в Вале́рійович Ко́тов (нар. 1 липня 1994, Миколаїв, Україна) — український футболіст, нападник миколаївського «Суднобудівника».

## Біографія
У чемпіонаті ДЮФЛ виступав за СДЮШОР (Миколаїв). Професіональну кар'єру розпочав у футбольному клубі «Миколаїв».
За миколаївську команду зіграв 19 матчів і відзначився одним забитим голом, у 2013 році був відправлений в оренду в «Енергію» з міста Нова Каховка, де зіграв 14 матчів.
У 2015 році підписав контракт із чернівецької «Буковиною». 2 серпня 2015 року провів свою першу та єдину гру у складі «Буковини», де відзначився забитим голом.
У серпні 2016 року став гравцем миколаївського «Суднобудівника».